# Mussolente
Mussolente é uma comuna italiana da região do Vêneto, província de Vicenza, com cerca de 6.661 habitantes. Estende-se por uma área de 15 km², tendo uma densidade populacional de 444 hab/km². Faz fronteira com Borso del Grappa (TV), Cassola, Loria (TV), Romano d'Ezzelino, San Zenone degli Ezzelini (TV).

## Demografia
| Variação demográfica do município entre 1861 e 2011                               |
|                                                                                   |
| Fonte: Istituto Nazionale di Statistica (ISTAT) - Elaboração gráfica da Wikipedia |